# ألبرت كوستا
ألبرت كوستا (بالإسبانية: Albert Costa Balboa)‏ هو سائق سيارة سباق إسباني، ولد في 2 مايو 1990 في برشلونة في إسبانيا.

## روابط خارجية
- ألبرت كوستا على موقع DriverDB.com (الإنجليزية)